# Hyponerita viola
Hyponerita viola là một loài bướm đêm thuộc phân họ Arctiinae, họ Erebidae.